# Vetkopers
De Vetkopers waren een partij in de provincies Fryslân en Groningen in de 14e en 15e eeuw. Hun naam wordt in verband gebracht met de kloosterorde van de Norbertijnen (premonstratenzers), die vetbewerkers waren. In 1394 is voor het eerst sprake van  de "vette partij". 
De Vetkopers waren in de meerderheid ten oosten van de Middelzee (Dokkum, Leeuwarden, Groningen, Oost-Friesland) en waren over het algemeen eerder bereid om het grafelijke gezag te erkennen dan de Schieringers (1398, 1470). Bij de onderwerping aan Albrecht van Saksen waren de Vetkopers de onderliggende partij die hulp zochten bij Karel van Egmond. 